# Pseudocercospora subulata
Pseudocercospora subulata är en svampart som beskrevs av Z.Q. Yuan, de Little & C. Mohammed 2000. Pseudocercospora subulata ingår i släktet Pseudocercospora och familjen Mycosphaerellaceae.   Inga underarter finns listade i Catalogue of Life.